# Boston (casa discografica)
La Boston è stata una casa discografica italiana.

## Storia
La Boston nacque nel 1968 su iniziativa del violinista e compositore Angelo Galletti, dal 1946 titolare delle edizioni musicali Galletti Boston, attive in Emilia-Romagna nell'ambito del liscio. Galletti decise di entrare nel mondo discografico e fondò quindi dapprima la Edig e poi, qualche anno dopo, la Boston.
Tra gli artisti che incisero per l'etichetta i più noti furono Maria Doris, The King's Stars e il gruppo riminese dei G.Men.
Per la distribuzione l'etichetta si appoggiò all'RCA Italiana.

## Dischi
La datazione qui riportata si basa sull'etichetta del disco o sulla copertina; qualora nessuno di questi elementi abbia una datazione, è basata sulla numerazione del catalogo; talora è, infine, basata sul codice della matrice di stampa. Se esistenti, sono riportati, oltre all'anno, il mese e il giorno (quest'ultimo dato si trova, a volte, stampato sul vinile).

### 45 giri
| Numero di catalogo | Anno | Interprete               | Titoli                                      |
| ------------------ | ---- | ------------------------ | ------------------------------------------- |
| BEM 0004           | 1969 | G.Men                    | Il canto dei ragazzi/Se mi lasci            |
| BEM 0005           | 1969 | New Blackmen             | Giorno e notte/buonanotte amore             |
| BEM 0006           | 1969 | Zacarias e gli Speatfire | Il mondo gira/Stasera ho chiuso             |
| BEM 0007           | 1969 | The King's Stars         | Come un angelo/E' solo un'ora               |
| BEM 0009           | 1969 | Under 21                 | Lei non ci sarà/Sincerità                   |
| BEM 0010           | 1970 | G.Men                    | Santa Maria/Nei sogni miei                  |
| BEM 0013           | 1970 | Nuovi Blackmen           | Fumo negli occhi/Spiritus                   |
| BEM 0014           | 1971 | G.Men                    | Tu sola/Il ragazzo di Heidelberg            |
| BEM 0016           | 1972 | Maria Doris              | Sabbia e miele/Nel mondo                    |
| BEM 0018           | 1972 | Le Nuove Leve            | Attesa/Santa Maria                          |
| BEM 0019           | 1972 | G.Men                    | Sensazioni di un mattino/Quando sono con te |
| BEM 0021           | 1972 | Helza Poppin             | My peace/This world on the moon             |
| BEM 0021           | 1972 | Helza Poppin             | Who would know/This world on the moon       |
| BEM 0024           | 1973 | G.Men                    | La storia di me e di te/Guarda te stesso    |
| BEM 0034           | 1974 | Maria Doris              | Perdono/Ma perché                           |